# Arsuri (okręg Gorj)
Arsuri – wieś w Rumunii, w okręgu Gorj, w gminie Schela. W 2011 roku liczyła 181 mieszkańców.